# Liste der Naturdenkmale in Tannhausen
| Naturdenkmale | Anzahl |
| ------------- | ------ |
| FND           | 4      |
| END           | 4      |
| Gesamt        | 8      |

Die Liste der Naturdenkmale in Tannhausen nennt die verordneten Naturdenkmale (ND) der im baden-württembergischen Ostalbkreis liegenden Gemeinde Tannhausen. In Tannhausen gibt es insgesamt acht als Naturdenkmal geschützte Objekte, davon vier flächenhafte Naturdenkmale (FND) und vier Einzelgebilde-Naturdenkmale (END).
Stand: 1. November 2016.

## Flächenhafte Naturdenkmale (FND)
| Name                         | Bild | Kennung     | Einzelheiten | Position | Fläche Hektar | Datum |
| ---------------------------- | ---- | ----------- | ------------ | -------- | ------------- | ----- |
| Baronenweiher mit Streuwiese | BW   | 81360710006 | Tannhausen   | ⊙        | 5,6           |       |
| Feuchtwiese am Baronenweiher | BW   | 81360710007 | Tannhausen   | ⊙        | 4,6           |       |
| Reste von Uferböschungen     | BW   | 81360710004 | Tannhausen   | ⊙        | 0,4           |       |
| Streuwiese mit Wasserlauf    | BW   | 81360710008 | Tannhausen   | ⊙        | 0,4           |       |
| Legende für Naturdenkmal     |      |             |              |          |               |       |

## Einzelgebilde (END)
| Name                            | Bild | Kennung     | Einzelheiten | Position | Fläche Hektar | Datum |
| ------------------------------- | ---- | ----------- | ------------ | -------- | ------------- | ----- |
| 1 Eiche am Baronenweiher        | BW   | 81360710005 | Tannhausen   | ⊙        | 0,0           |       |
| 1 Eiche südöstl.Bergheim        | BW   | 81360710003 | Tannhausen   | ⊙        | 0,0           |       |
| 1 Eiche südöstl.des Fischteichs | BW   | 81360710002 | Tannhausen   | ⊙        | 0,0           |       |
| 2 Eichen bei Bergheim           | BW   | 81360710001 | Tannhausen   | ⊙        | 0,0           |       |
| Legende für Naturdenkmal        |      |             |              |          |               |       |